# Frantz Philippe
Frantz Philippe (ur. 18 lipca 1968) – francuski szpadzista, srebrny medalista mistrzostw świata.
Podczas mistrzostw świata w La Chaux-de-Fonds w 1998 roku Francuzi w składzie: Hugues Obry, Frantz Philippe, Éric Srecki i Rémy Delhomme zdobyli srebrny medal w zawodach drużynowych. W rywalizacji indywidualnej zajął tam szóste miejsce.
Na mistrzostwach Europy w Płowdiwie w 1998 roku zdobył srebrny medal drużynowo. W tej samej konkurencji zdobył również złoto na mistrzostwach Europy w Funchal w 2000 roku oraz brąz na mistrzostwach Europy w Koblencji rok później.
Nigdy nie wziął udziału w igrzyskach olimpijskich.